# Nunciatura Apostólica na Eslováquia
A Nunciatura Apostólica na Eslováquia é um ofício eclesiástico da Igreja Católica na Eslováquia. É um posto diplomático da Santa Sé, cujo representante se chama Núncio Apostólico com a patente de embaixador.

## Núncios apostólicos na Eslováquia
O arcebispo Giovanni Coppa foi nomeado núncio apostólico na Tchecoslováquia em 30 de junho de 1990. Com a divisão daquele país em Eslováquia e República Tcheca em 1º de janeiro de 1993, Coppa tornou-se núncio de cada um deles, com base em Praga.
- Giovanni Coppa (1 de janeiro de 1993 - 2 de março de 1994)
- Luigi Dossena (2 de março de 1994[2] - 8 de fevereiro de 2001) [3]
- Henryk Józef Nowacki 8 de fevereiro de 2001[3] - 28 de novembro de 2007) [4]
- Mario Giordana (15 de março de 2008 - 1 de abril de 2017) [5]
- Giacomo Guido Ottonello (1 de abril de 2017[5] - presente)